# Stazione di Minusio
La stazione di Minusio è una stazione ferroviaria posta sulla linea Bellinzona-Locarno. Serve il centro abitato di Minusio.

## Storia
La stazione è stata inaugurata il 5 dicembre 2023, mentre l'avvio del servizio commerciale ha avuto luogo il 10 dicembre.